# Тисолистник Вісгріла
Тисолистник Вісгріла (Taxiphyllum wissgrillii) — вид мохів порядку гіпнобрієвих (Hypnales).

## Поширення
Ареал охоплює такі частини світу: Європа, Азія.

## Галерея

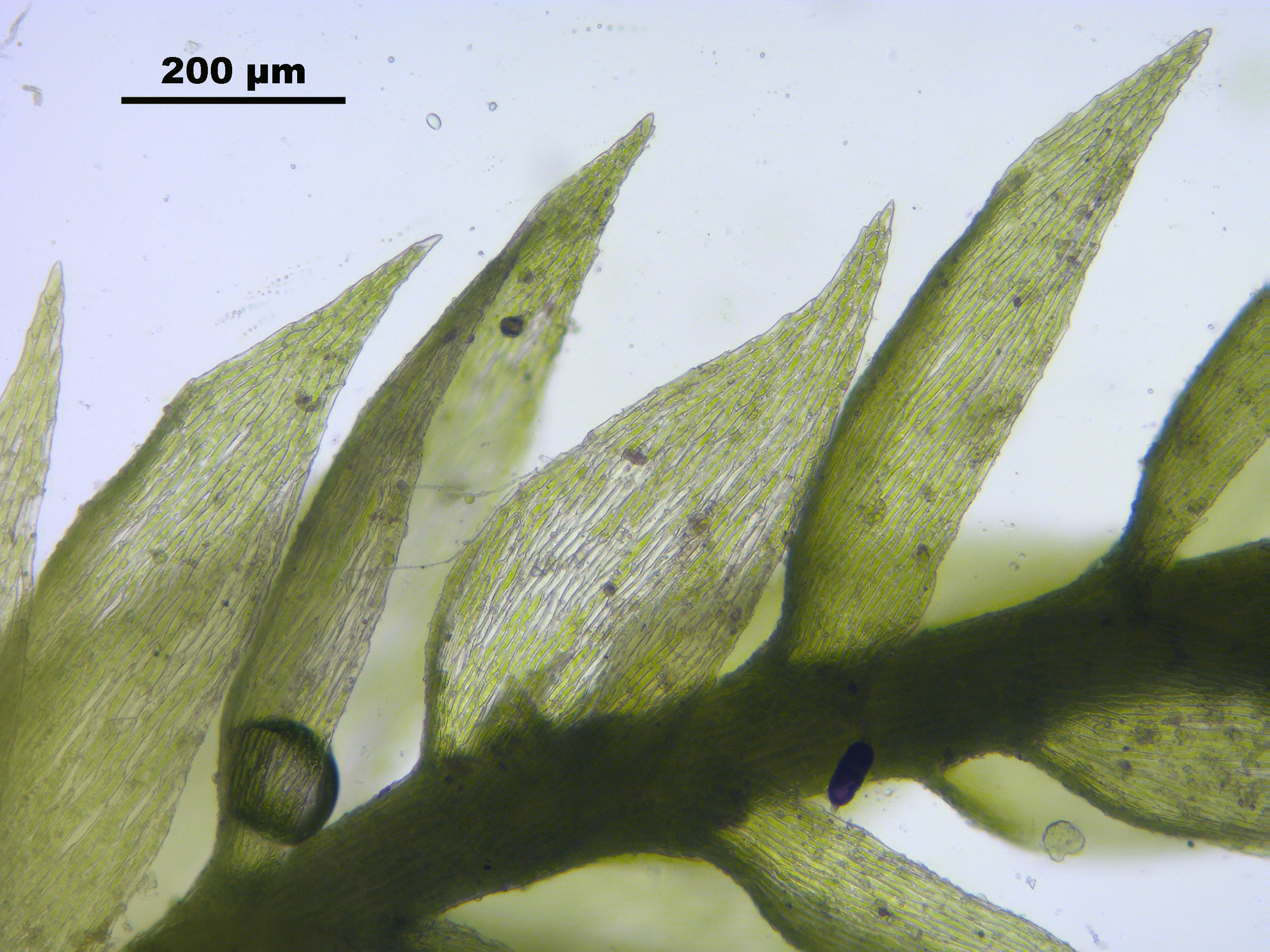
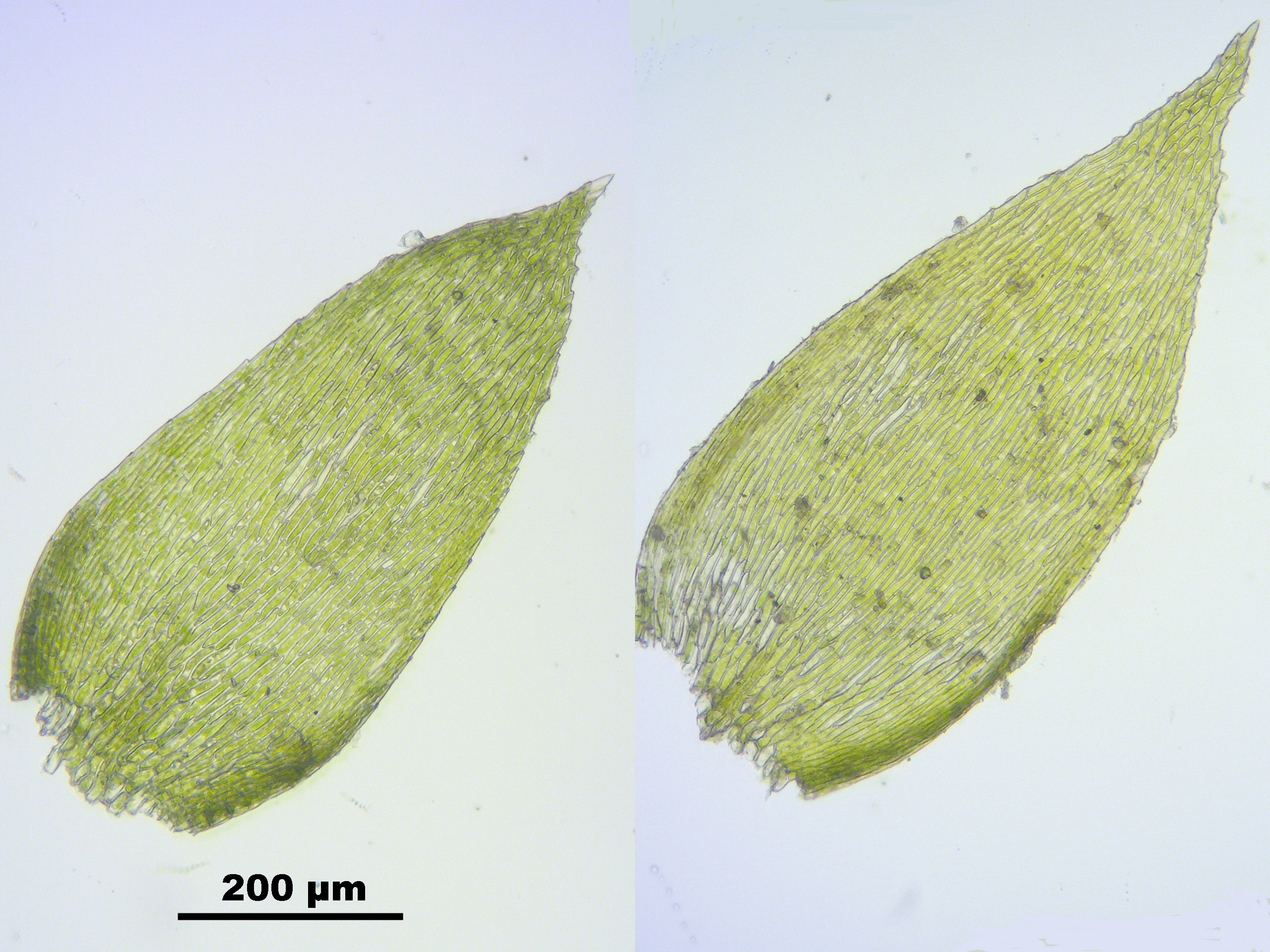